# Microneta caestata
Microneta caestata là một loài nhện trong họ Linyphiidae.
Loài này thuộc chi Microneta. Microneta caestata được Tord Tamerlan Teodor Thorell miêu tả năm 1875.